# Quantum Technology Flagship
Quantum Technology Flagship — європейський дослідницький проєкт з розвитку квантових технологій, розрахований на 10+ років. Розпочався в жовтні 2018 року. Проєкт орієнтований на галузі комунікації, обчислень, моделювання та метрології.

## Мета
Довгостроковий горизонт — це «квантова павутина»: квантові комп'ютери, моделювальні пристрої та датчики, з'єднані між собою квантовими мережами, розподіляючи інформацію та квантові ресурси, такі як когерентність та переплутаність.

## Передумови та історія
У результаті спільних зусиль понад 3400 представників наукових кіл та промисловості Європи у травні 2006 року був опублікований Квантовий маніфест. Це короткий документ, підтриманий дослідниками майже з усіх європейських країн для підвищення обізнаності про необхідність інвестувати в дослідження, розробку та впровадження квантових технологій в Європейському Союзі. Цілями цих спільних зусиль було
1. сприяти розвитку конкурентоспроможної європейської квантової галузі, щоб зробити Європу світовим лідером,
2. розширити європейське наукове лідерство та досконалість у квантових дослідженнях,
3. перетворити Європу на динамічний, привабливий регіон для інновацій квантові технологічні дослідження та
4. отримати вигоду від вдосконалення квантових технологій для просування кращих рішень в галузі енергетики, охорони здоров'я, безпеки та навколишнього середовища.

Зокрема, Маніфест пропонував шість основних видів діяльності:
- Підтримка зростання наукової діяльності, пов'язаної з квантовими технологіями.
- Створення сприятливої екосистеми інновацій та створення бізнесу для квантових технологій.
- Сприяння новому рівню координації між науковими колами та промисловістю для переходу досягнень квантових технологій від лабораторії до промисловості.
- Створення нового покоління фахівців з квантових технологій в Європі шляхом цілеспрямованої освіти на стику науки, техніки та бізнесу, а також шляхом посилення обізнаності громадськості про ключові ідеї та можливості.
- Координація державних інвестицій та стратегій в квантових технологіях на європейському рівні.
- Сприяння залученню регіонів-членів, які в даний час не мають потужної програми дослідження квантових технологій.[5]

У відповідь на Квантовий маніфест було розпочато і європейський проєкт Quantum Technology Flagship, зокрема опубліковано перші 20 дослідницьких проєктів, так і запущено ряд національних проєктів. Quantum Technology Flagship є аналогом Grapene Flagship, який, як вважається, довів свою ефективність.
Обговорюваним було питання щодо продовження участі Великої Британії після Брексіту.
У лютому 2019 була проведена Європейська конференція з квантових технологій.

## Фінансування
Європейська комісія планує виділити 1 мільярд євро протягом 10 років. На етапі зростання проєкта (жовтень 2018 р. — вересень 2021 р.) його загальний бюджет складає 152 млн євро на 24 проекта.

## Організація
Координатором проєкта є VDI Technologiezentrum GmbH, Дюссельдорф, Німеччина. Керівні органи:
- Рада донорів, що об'єднує Єврокомісію та фінансові установи держав-членів та країн, асоційованих з Horizon 2020, як дискусійний форум для узгодження національних та європейських пріоритетів та ініціатив;
- Стратегічна консультативна рада, група незалежних квантових експертів високого рівня. Їх мандат буде контролювати прогрес Quantum Technology Flagship та готувати за допомогою зацікавлених сторін досліджень наступну версію стратегічного порядку денного Quantum Technology Flagship, яку вони разом із своїми рекомендаціями передаватимуть Раді донорів;
- Науково-технічна рада, до складу якої входять представники проектів, що фінансуються Quantum Technology Flagship. Її мандат — координувати спільну діяльність проектів;
- Рада з координації та підтримки, спрямована на підтримку координації різних зацікавлених сторін, які братимуть участь у заходах Quantum Technology Flagship. Одним із таких ключових гравців є мережа квантових спільнот, що складається з представників національних квантових спільнот.[11]

У перші три роки Quantum Technology Flagship партнери 20 проектів, що фінансуються, походять з держав-членів ЄС, країн, асоційованих до програми Horizon 2020 та Білорусі (міжнародний партнер).

## Дослідницькі проєкти
- 2D-SIPC — Двовимірні квантові матеріали та пристрої для масштабованих фотонних інтегрованих схем. 2D-SIPC намагатиметься запропонувати рішення для квантових комунікацій, забезпечивши вбудовані квантові пристрої для квантових інтегрованих фотонних схем, щоб забезпечити захищені протоколи зв'язку, масштабування квантових комп'ютерів та розробку нових застосувань квантового зондування.[12]
- AQTION — Розширені квантові обчислення з захопленими іонами. AQTION фокусується на аспектах масштабованості, доступності та застосовності квантових комп'ютерів із захопленими іонами, вирішуючи питання переходу від сучасних лабораторних експериментів до промислових квантових обчислювальних технологій.[13]
- ASTERIQS — Прогресивна наука та технології завдяки діамантовому квантовому зондуванню. ASTERIQS використовуватиме квантове зондування на основі азот-заміщених вакансій в надчистому алмазі, щоб запропонувати рішення для суспільних та економічних потреб, рішення яких поки що не існує.[14]
- CiViQ — квантові комунікації з неперервними змінними. Метою проекту CiViQ є відкрити кардинально новий шлях до гнучкої та економічно ефективної інтеграції квантових комунікаційних технологій, зокрема квантового розподілу ключів з неперервними змінними у оптичних телекомунікаційних мережах.[15]
- iqClock — інтегрований квантовий годинник. Надточні годинники можуть використовуватись у телекомунікаціях (наприклад, синхронізація мережі, пропускна здатність трафіку, безкоштовна навігація GPS), геології (наприклад, підземні розвідки, моніторинг водних шарів або крижаних покривів), астрономії (наприклад, виявлення гравітаційних хвиль низької частоти, синхронізація радіотелескопів) та інших галузях. Аналогічним чином, методи, розроблені для надійних годинників, покращать лабораторні годинники, що потенційно може призвести до фізики, що перевершує стандартну модель. Метою проєкту є розробка концепції та технології для запуску конвеєра розробки годинників на 3-6 рівнях готовності технології.[16]
- macQsimal — Мініатюрні атомні квантові пристрої з паровими комірками для зондування та метрології. Метою проєкту є квантові датчики з видатною чутливістю для п'яти основних фізичних спостережуваних: магнітних полів, часу, обертання, електромагнітного випромінювання та концентрації газів.
- MetaboliQs — використання алмазної квантової динаміки при кімнатній температурі для забезпечення безпечної мультимодальної кардіологічної візуалізації. Проект MetaboliQs розробляє новий спосіб отримання медичної візуалізації за допомогою фундаментальних квантових технологій. Він працює у створенні та виробництві наноалмазів для поліпшення візуалізації серця та доклінічних експериментів у галузі серцево-судинних захворювань.[17]
- MicroQC — квантові обчислення на іонних пастках, керованих мікрохвилями. Основна мета MicroQC — продемонструвати за допомогою сучасної квантової інженерії швидкодіючі та стійкі до збоїв мікрохвильові двокубітні та мультикубітові вентилі та розробити масштабовані технологічні компоненти, які застосовують ці методи в багатокубітових квантових процесорах.[18]
- NEASQC — наступні застосування квантових обчислень. Мета — підготувати наступні застосування квантових обчислень для дослідження та розробки нових програм із підтримкою квантових технологій для пошуку ліків, захоплення CO2, розумного управління енергією, обробки природної мови, виявлення раку молочної залози, імовірнісної оцінки ризику для енергетичної інфраструктури або оптимізації свердловин.[19]
- OpenSuperQ — відкритий надпровідниковий квантовий комп'ютер. Мета полягає у створенні гібридного високопродуктивного відкритого квантового комп'ютера розміром до 100 кубітів та забезпеченні його стабільної доступності на центральному сайті для зовнішніх користувачів.[20]
- PASQuanS — програмоване атомне великомасштабне квантове моделювання. PASQuanS виконає вирішальний трансформаційний крок у квантовому моделюванні до програмованих аналогових моделювальних пристроїв, що розглядають питання фундаментальної науки, розробки матеріалів, квантової хімії та реальних проблем, що мають велике значення в промисловості.[21]
- PhoG — субпуассонова фотонна гармата від когерентної дифузійної фотоніки. Метою є створити сімейство нових, «дешевих» і надійних квантових джерел із обраними користувачами властивостями.[22]
- PhoQuS — фотони для квантового моделювання. Метою проекту PhoQuS є розробка нової платформи для квантового моделювання, заснованої на фотонних квантових рідинах, реалізованих у різних фотонних системах з відповідними нелінійностями, що дозволяє створити ефективну фотон-фотонну взаємодію.[23]
- QIA — Альянс квантового Інтернет. Місія QIA полягає в розробці концепції загальноєвропейського квантового Інтернету на основі квантового заплутування шляхом розробки, інтеграції та демонстрації всіх функціональних апаратних та програмних підсистем.[24]
- QMiCS — Квантовий мікрохвильовий зв'язок та зондування. Місія QMiCS — поєднати європейський досвід та очолити зусилля у розробці нових компонентів, експериментальних методів та теоретичних моделей, спираючись на квантові властивості з неперервними змінними мікрохвиль, що поширюються.[25]
- Qombs — Квантове моделювання та заплутування в квантових каскадних лазерних частотах. Проект Qombs має на меті створити платформу квантового моделювання з надхолодних атомів[en] в оптичних гратках.[26]
- QRANGE — квантові генератори випадкових чисел: дешевші, швидші та безпечніші. Проект QRANGE розробляє технологію квантової генерації випадкових чисел, яка відіграє вирішальну роль у багатьох застосуваннях у науці та впливає на суспільство, зокрема для моделювання та криптографії.[27]
- QLSI — Квантова великомасштабна інтеграція в кремнії. QSLI продемонструє, що спінові кубіти в кремнії є вагомою платформою для масштабування до дуже великої кількості кубітів.[28] Проєкт зараз фокусується на демонстрації 16-кубітного чіпа та розробці масштабованої технології для промислового застосування.[29]
- S2QUIP — масштабована двовимірна інтегрована квантова фотоніка. Проект призначено для розробки масштабованих економічно ефективних квантово-фотонних гібридних мікросхем шляхом інтеграції двовимірних напівпровідникових матеріалів у найсучасніші нанофотонні схеми, сумісні з КМОП.[30]
- SQUARE — Масштабовані квантові обчислювальні вузли на іонах рідкісноземельних металів. Створення індивідуально адресованих іонів рідкісноземельних металів як фундаментального будівельного блоку квантових комп'ютерів для досягнення масштабованого квантового обладнання.[31]
- UNIQORN — Доступна квантова комунікація для всіх: Революція квантової екосистеми від виготовлення до застосування. Метою є розширити існуючу технологію фотонної інтеграції з урахуванням квантових застосувань, які часто мають дуже жорсткі вимоги та потребують спеціалізованих компонентів.[32]
- QTEdu — Координація та підтримка заходів освітньої діяльності з квантових технологій. Мета полягає в досягненні квантово готового суспільства, що володіє знаннями та позитивним ставленням до квантових технологій, що дозволить появу готової до квантових технологій робочої сили.[33]
- QFlag — Координація та підтримка квантового флагманського проєкта.[34]

## Результати
За підтримки Quantum Technology Flagship розроблено звіт зі стандартизації у сфері квантових технологій.

### OpenSuperQ
Наявний ряд публікацій щодо принципових обмежень, можливостей, оптимізації параметрів квантового комп'ютера. Досягнуто надійність вище 99 % для двох-кубітних вентилів, зібраних у семикубітний комп'ютер.

### QRANGE
Змодельовано та перевірено технології конструювання трьох різних типів квантових генераторів випадкових чисел для застосувань у криптографії, іграх та квантовій симуляції.

### AQTION
Розроблено proof-of-concept побудування масштабованого квантового комп'ютера на основі іонних пасток з компонентів з європейським ланцюгом постачання та промислових стандартів. Демонстраційний зразок з 10 кубітів доступний в хмарі, продемонстровано прототип з 50 кубітами.

## Сторонні оцінки
Була відзначена важливість результатів Quantum Technology Flagship в частині створення квантових магнітометрів та гравіметрів у військових застосуваннях НАТО, зокрема для дальнього виявлення підводних човнів.
Quantum Technology Flagship вважається необхідною, а недостатньою передумовою для виникнення та розвитку європейських квантових стартапів.